# Volleyball World Beach Pro Tour Gstaad Elite16

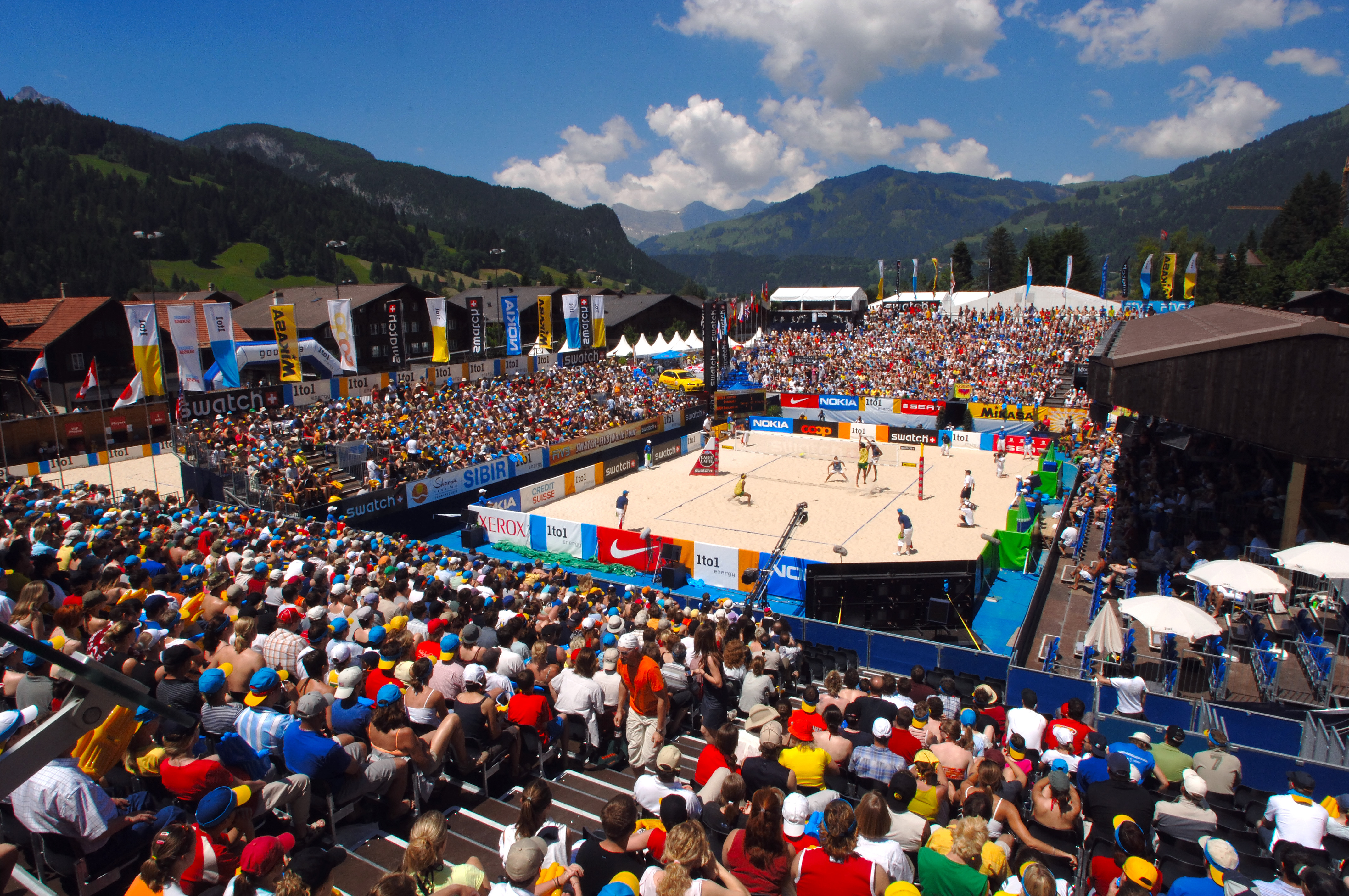
Beachvolleyballturnier in Gstaad (2005)

Das Volleyball World Beach Pro Tour Gstaad Elite16 ist ein Beachvolleyball-Event, das jährlich im Sommer im Rahmen der Volleyball World Beach Pro Tour in Gstaad stattfindet. Es zählt zu den höchstdotierten Turnieren. Es nehmen jeweils Olympiasieger, Welt- und Europameister sowie die besten Spieler der Weltrangliste teil. Die Siegerteams erhalten 30.000 US-Dollar.

## Geschichte
Das Turnier findet seit 2000 statt. Begonnen mit einem Open, hatte die Veranstaltung von 2006 bis einschließlich 2014 Grand-Slam-Status. Anschließend wurde sie zum Major aufgewertet. 2017 wurde die Bezeichnung zu Major 5 Star. 2020 fiel das Turnier wegen der COVID-19-Pandemie aus. 2021 gab es während der gesamten Tour kein Fünf-Sterne-Event, auch das Turnier in Gstaad wurde als Vier-Sterne-Veranstaltung durchgeführt. Seit 2022 wird die FIVB World Tour durch die Volleyball World Beach Pro Tour ersetzt. Seitdem wird das Event in der Schweizer Gemeinde als Elite16 durchgeführt. 2007 wurden in Gstaad die Weltmeisterschaften ausgetragen.

## Organisation
Initiant des Turniers und seit Beginn Turnierdirektor ist Ruedi Kunz. Es gibt eine Geschäftsstelle, ein Organisationskomitee und rund 500 Volunteers.

## Nachhaltigkeit
Als erster Sportevent in der Schweiz hat der FIVB Beach Volleyball World Tour Gstaad Grand Slam einen Nachhaltigkeitsbericht nach den internationalen GRI / EOSS-Richtlinien erstellt. Dies geschah im Rahmen eines Pilotprojekts, das unter der Federführung der Bundesämter für Raumentwicklung, Sport und Umwelt lief. Der Bericht soll künftig auch als Leitfaden zur Nachhaltigkeitsberichterstattung für Schweizer Sportevents dienen.

## Bisherige Sieger
Im Jahr 2000 begann das Turnier als Frauen-Wettkampf. Seit 2001 sind auch die Männer mit dabei.

### Frauen
| Jahr | Siegerteam                                   | Finalgegner                                  |
| ---- | -------------------------------------------- | -------------------------------------------- |
| 2025 | Kristen Nuss / Taryn Brasher                 | Tīna Graudiņa / Anastasija Samoilova         |
| 2024 | Kristen Nuss / Taryn Kloth                   | Terese Cannon / Megan Kraft                  |
| 2023 | Duda Lisboa / Ana Patrícia Ramos             | Sara Hughes / Kelly Cheng                    |
| 2022 | Duda Lisboa / Ana Patrícia Ramos             | Bárbara Seixas / Carol Solberg               |
| 2021 | Ágatha Bednarczuk / Duda Lisboa              | Ana Patrícia Ramos / Rebecca Cavalcanti      |
| 2020 | Ausfall wegen COVID-19-Pandemie              | Ausfall wegen COVID-19-Pandemie              |
| 2019 | April Ross / Alix Klineman                   | Maria Antonelli / Carol Solberg              |
| 2018 | Melissa Humana-Paredes / Sarah Pavan         | Chantal Laboureur / Julia Sude               |
| 2017 | Chantal Laboureur / Julia Sude               | Larissa França / Talita Antunes              |
| 2016 | Larissa França / Talita Antunes              | April Ross / Kerri Walsh                     |
| 2015 | Larissa / Talita Antunes                     | Taiana Lima / Fernanda Alves                 |
| 2014 | Katrin Holtwick / Ilka Semmler               | Karla Borger / Britta Büthe                  |
| 2013 | Xue Chen / Zhang Xi                          | Liliane Maestrini / Barbara Seixas           |
| 2012 | Kerri Walsh / Misty May-Treanor              | Sanne Keizer / Marleen van Iersel            |
| 2011 | Larissa França / Juliana Felisberta da Silva | Xue Chen / Zhang Xi                          |
| 2010 | Larissa França / Juliana Felisberta da Silva | Sara Goller / Laura Ludwig                   |
| 2009 | Larissa França / Juliana Felisberta da Silva | Talita Antunes / Maria Antonelli             |
| 2008 | Shelda Bede / Ana Paula Connelly             | Tian Jia / Wang Jie                          |
| 2007 | Kerri Walsh / Misty May-Treanor              | Tian Jia / Wang Jie                          |
| 2006 | Kerri Walsh / Misty May-Treanor              | Larissa França / Juliana Felisberta da Silva |
| 2005 | Larissa França / Juliana Felisberta da Silva | Tian Jia / Wang Fei                          |
| 2004 | Kerri Walsh / Misty May-Treanor              | Adriana Behar / Shelda Bede                  |
| 2003 | Kerri Walsh / Misty May-Treanor              | Ana Paula Connelly / Sandra Pires            |
| 2002 | Kerri Walsh / Misty May-Treanor              | Adriana Behar / Shelda Bede                  |
| 2001 | Adriana Behar / Shelda Bede                  | Barbra Fontana / Elaine Youngs               |
| 2000 | Adriana Behar / Shelda Bede                  | Holly McPeak / Misty May-Treanor             |

### Männer
| Jahr | Siegerteam                           | Finalgegner                             |
| ---- | ------------------------------------ | --------------------------------------- |
| 2025 | Cherif Younousse / Ahmed Tijan       | Jacob Hölting Nilsson / Elmer Andersson |
| 2024 | David Åhman / Jonatan Hellvig        | George Wanderley / André Loyola         |
| 2023 | Andy Benesh / Miles Partain          | Anders Mol / Christian Sørum            |
| 2022 | Esteban Grimalt / Marco Grimalt      | Ondřej Perušič / David Schweiner        |
| 2021 | Stefan Boermans / Yorick de Groot    | Cherif Younousse / Ahmed Tijan          |
| 2020 | Ausfall wegen COVID-19-Pandemie      | Ausfall wegen COVID-19-Pandemie         |
| 2019 | Anders Mol / Christian Sørum         | Alexander Brouwer / Robert Meeuwsen     |
| 2018 | Anders Mol / Christian Sørum         | Pablo Herrera / Adrián Gavira           |
| 2017 | Phil Dalhausser / Nicholas Lucena    | Bartosz Łosiak / Piotr Kantor           |
| 2016 | Evandro Gonçalves / Pedro Solberg    | Phil Dalhausser / Nicholas Lucena       |
| 2015 | Alison Cerutti / Bruno Oscar Schmidt | Jānis Šmēdiņš / Aleksandrs Samoilovs    |
| 2014 | Sean Rosenthal / Phil Dalhausser     | Alison Cerutti / Bruno Oscar Schmidt    |
| 2013 | Ricardo Santos / Álvaro Morais Filho | Pedro Salgado / Bruno Oscar Schmidt     |
| 2012 | Sean Rosenthal / Jacob Gibb          | Emanuel Rego / Alison Cerutti           |
| 2011 | Emanuel Rego / Alison Cerutti        | Todd Rogers / Phil Dalhausser           |
| 2010 | Todd Rogers / Phil Dalhausser        | Grzegorz Fijałek / Mariusz Prudel       |
| 2009 | Jonas Reckermann / Julius Brink      | Ricardo Santos / Emanuel Rego           |
| 2008 | Pedro Salgado / Harley Marques       | Reinder Nummerdor / Richard Schuil      |
| 2007 | Todd Rogers / Phil Dalhausser        | Dmitri Barsuk / Igor Kolodinski         |
| 2006 | Ricardo Santos / Emanuel Rego        | Márcio Araújo / Fábio Luiz Magalhães    |
| 2005 | Ricardo Santos / Emanuel Rego        | Benjamin Insfran / Harley Marques       |
| 2004 | Patrick Heuscher / Stefan Kobel      | Jonas Reckermann / Markus Dieckmann     |
| 2003 | Márcio Araújo / Benjamin Insfran     | Jonas Reckermann / Markus Dieckmann     |
| 2002 | Mariano Baracetti / Martín Conde     | Márcio Araújo / Benjamin Insfran        |
| 2001 | Kevin Wong / Stein Metzger           | Paul Laciga / Martin Laciga             |